# Sainte Marguerite (Raphaël, Paris)
Pour l'autre tableau similaire, voir Sainte Marguerite (Kunsthistorisches Museum).
Pour les articles homonymes, voir Sainte Marguerite.
Sainte Marguerite est une peinture à l'huile sur toile (178 × 122 cm) de Raphaël et de son disciple Giulio Pippi dit Giulio Romano, auquel fut en majeure partie confiée la réalisation de l'œuvre, d'après un dessin préparatoire de son maître. Le tableau est conservé au musée du Louvre de Paris. 
Une autre version par Raphaël et son atelier, avec quelques différences de composition, existe au Kunsthistorisches Museum de Vienne (Autriche).

## Histoire
L'œuvre a été commandée à Raphaël en 1518 par le pape Léon X. Elle représente sainte Marguerite d'Antioche foulant au pied un dragon et était destinée à Marguerite d'Angoulême, duchesse d'Alençon et sœur de François Ier.
Le dessin préparatoire est de Raphaël et l'exécution est principalement due à Giulio Romano, dont Vasari signale au château de Fontainebleau une sainte Marguerite « qu'il exécuta presque entièrement d'après le dessin de son maître ».

## Thème
La Légende dorée de Jacques de Voragine rapporte que sainte Marguerite d'Antioche vainquit le démon en le piétinant, d'autres récits qu'elle fut avalée par un monstre (il symbolise Satan) et qu'elle en transperça miraculeusement le ventre pour en sortir. C'est pourquoi elle est souvent représentée « hissée sur le  dragon ». Ici elle tient une  palme, attribut dans l'iconographie chrétienne, du martyre.

## Description
Sainte Marguerite d'Antioche est représentée en pied, habillée d'une tenue bleue lui collant aux corps, un  linge rouge sur le  bras droit dont la main tient une palme ; elle  se tient  sur une aile ouverte au sol du dragon entre la gueule ouverte à gauche et sa queue lovée à droite. Elle porte le regard devant légèrement à droite du spectateur.
La scène se déroule dans une sorte de crevasse au décor brun à l'orée d'une forêt. Un peu de lumière du ciel est visible en haut à droite au travers de branchages et un peu à gauche.

## L'autre version du Kunsthistorisches Museum de Vienne

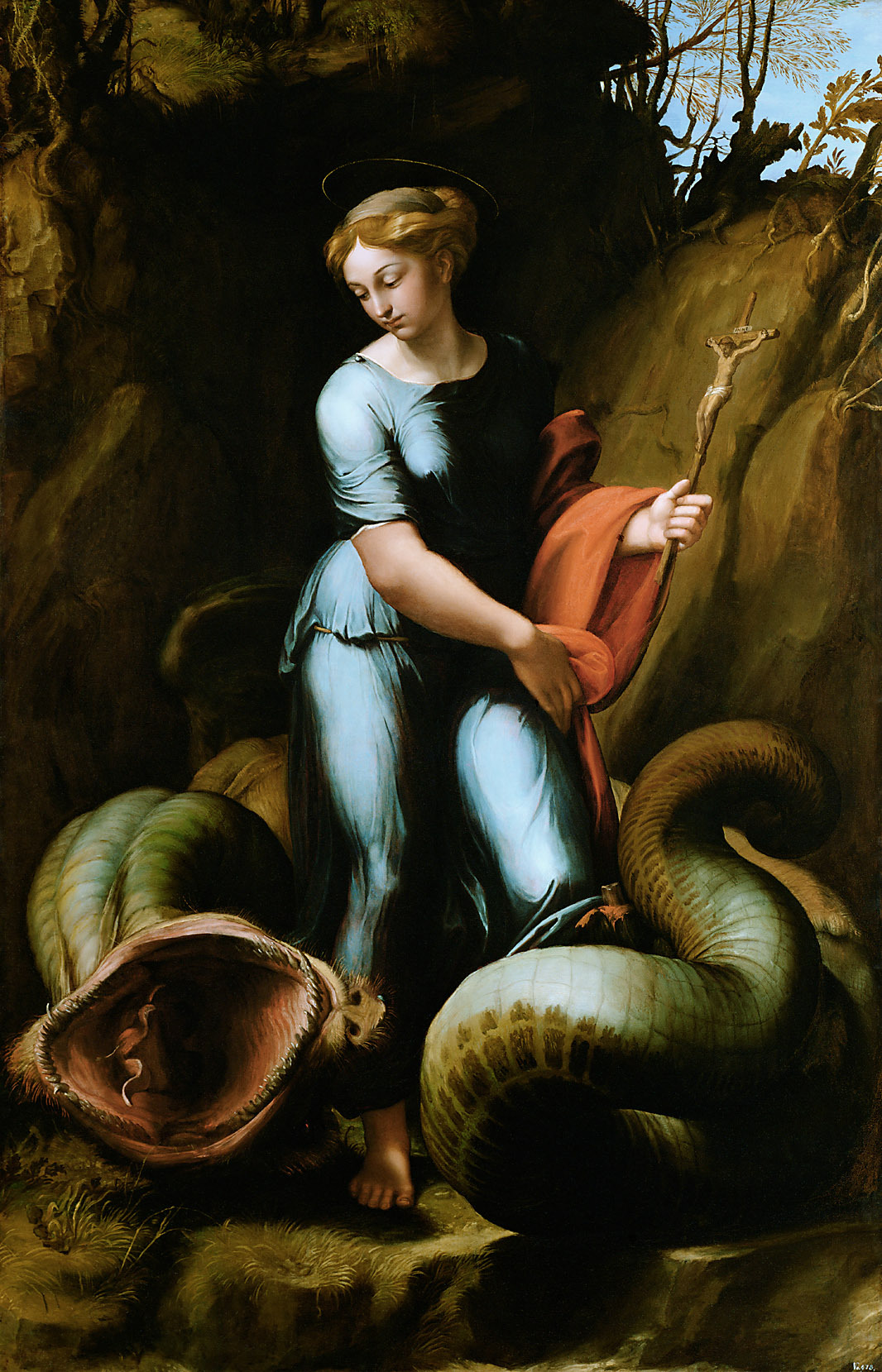
La version du Kunsthistorisches Museum de Vienne.

Dans la version du Kunsthistorisches Museum de Vienne, la sainte tient un crucifix de la main gauche et sa posture est orientée différemment : de côté, les pieds dans la queue lovée du dragon, le regard orienté vers la gueule du monstre.

## Interprétation en gravure
Le tableau a été interprété au XIXe siècle par le graveur Jacques Étienne Pannier (1802-1869).